# Volverás a Región
Volverás a Región es una novela del escritor español Juan Benet publicada en 1967 por Ediciones Destino, que para muchos autores supuso una ruptura con todo lo que se escribía en España en esa época, cuando en la narrativa predominaba el realismo.
Al igual que sucede en otras obras de Benet, la acción transcurre en Región, un territorio ficticio creado por el autor y situado probablemente en la provincia de León, en la que Benet trabajó como ingeniero entre 1956 y 1965 en las obras de los canales de Quereño y Cornatel y en el embalse del Porma, y donde concluyó la redacción definitiva de la novela. El argumento se centra en la conversación nocturna mantenida entre un médico y una mujer.
Algunos críticos han señalado la influencia del "realismo mágico" de García Márquez, Onetti y sobre todo de Faulkner y su mítico condado de Yoknapatawpha.